# Hans von Halban
Hans Heinrich von Halban (24. ledna 1908, Lipsko – 28. listopadu 1964, Paříž) byl francouzský jaderný fyzik rakousko-židovského původu.

## Rodina
Jeho předkové z otcovy strany byli polští Židé, kteří v roce 1850 opustili Krakov a odešli do Vídně. Halbanův dědeček Heinrich Blumenstock byl vyšším úředníkem v habsburské monarchii a byl císařem Františkem Josefem I. v roce 1880 povýšen do šlechtického stavu se jménem Ritter Heinrich Blumenstock von Halban. Příjmení Blumenstock bylo později vypuštěno a po druhé světové válce rodina používala jen příjmení von Halban. Matčina strana pocházela z Čech a jeho pradědeček, Moritz von Fialka, byl plukovníkem v prusko-rakouské válce v roce 1866.
Rodina sice konvertovala ke katolicismu, nebyla však příliš nábožensky založena a Hans Halban byl přesvědčený sekularista.

## Vzdělávání a výzkum
Hans Halban se narodil v Lipsku a přestěhoval do Würzburgu, kde jeho otec Hans von Halban starší získal profesorské místo v oboru fyzikální chemie. Svá studia v oboru fyziky začal ve Frankfurtu nad Mohanem a doktorské studium absolvoval na Univerzitě v Curychu v prosince 1934.
Poté pracoval dva roky s jaderným fyzikem Nielsem Bohrem v Institutu fyziky na Kodaňské univerzitě. Ve spolupráci s Otto Frischem zjistil, že těžká voda má velmi nízkou neutronovou absorpci ve srovnání s obyčejnou vodou.
V roce 1937 byl Halban pozván, aby se připojil k týmu Frédérica Joliota-Curieho na Collège de France v Paříži. V týmu byli rovněž Francis Perrin a Lew Kowarski. V roce 1939 skupina měřila průměrný počet neutronů emitovaných při štěpení jader a zavedla možnost jaderné řetězové reakce a výroby jaderné energie. V srpnu téhož roku skupina ukázala, že míra štěpení v oxidu uranu se zvýšila při ponoření do obyčejné vody.
Během téhož léta vláda E. Daladiera koupila 185 kg těžké vody od Norsk Hydro z Norska a tajně ji odvezla do Francie pro použití na Collège de France.

## Druhá světová válka
Když došlo v květnu 1940 k okupaci Paříže německými vojsky, opustili Halban a Kowarski Paříž s dodávkami těžké vody, gramem radia a dokumentací o svém výzkumu, podle pokynů Joliota-Curieho. Následně přes Clermont-Ferrand a Bordeaux uprchli do Anglie. Halban byl pozván Churchillovou vládou k pokračování výzkumu na Cambridgeské univerzitě. V roce 1942 byl spolu s britskými a dalšími evropskými vědci-uprchlíky poslán do Montréalu jako vedoucí výzkumné Montrealské laboratoře, která byla součástí rodícího se projektu Manhattan.
Halban se rozvedl se svou první manželkou Elsou, která se později provdala za českého fyzika Georga Placzeka a v roce 1943 si vzal za manželku Aline Straussovou, která utekla z Francie v roce 1941 se svým mladým synem Michelem.
Po osvobození Paříže v srpnu 1944 navštívil Halban Londýn a Paříž, kde se poprvé od opuštění Paříže na počátku války setkal s Joliotem-Curiem. Ačkoli tvrdil, že svému bývalému šéfovi Joliotovi-Curiemu neprozradil žádné jaderné tajemství, generál Groves, vedoucí projektu Manhattan, odebral Halbanovi místo v Montrealu a nahradil ho Johnem Cockcroftem. Kromě toho nemohl Halban rok opustit Severní Ameriku.

## Po válce
Navzdory svému očekávání nebyl Halban po válce pozván zpět do Collège de France. Místo toho byl pozván do Anglie Frederickem Lindemannem, aby vedl tým v Clarendon Laboratory v Oxfordu, úzce související s Atomic Energy Research Establishment (Harwellova laboratoř).
Po osmi letech práce v Oxfordu pozval v roce 1954 Halbana premiér Pierre Mendès France do Francie, aby vybudoval jaderný výzkum v laboratoři v Saclay, kterou výrazně rozšířil francouzský Commissariat à l ' énergie atomique (Komise pro atomovou energii). Místo přijal v roce 1955 po rozvodu s manželkou Aline, která se krátce poté vdala za Isaiaha Berlina. Laboratoř Saclay vyvinula francouzské jaderné bomby a dohlížela na vývoj francouzské civilní jaderné energie.

## Poslední roky
Kvůli špatnému zdraví musel Halban v roce 1961 odejít do penze. Poslední tři roky svého života strávil v Paříži a v Crans Montaně ve Švýcarsku s třetí manželkou Micheline.
Zemřel 28. listopadu 1964 na komplikace po neúspěšné operaci srdce v Americké nemocnici v Paříži. Měl tři děti Catherine Maud z prvního manželství a Pierra a Philippe z druhého. Je pohřben v Larchantu v blízkosti Paříže.

## Nedávno objevené dokumenty
V roce 1940 předal James Chadwick práci Halbana a Kowarského z Cambridge do Královské Společnosti s tím, že práce není vhodná ke zveřejnění v průběhu války. V roce 2007 Společnost objevila tyto dokumenty v průběhu auditu archivu.